# Jacksonville Jaguars 2021
La stagione 2021 dei Jacksonville Jaguars è stata la 26ª della franchigia nella National Football League, la prima e unica con Urban Meyer come capo-allenatore. La squadra era in possesso della prima scelta assoluta nel Draft NFL 2021 con cui scelse il quarterback da Clemson Trevor Lawrence. I Jaguars iniziavano la stagione con una striscia di 15 sconfitte consecutive. Tale striscia si protrasse per altre cinque partite prima di battere i. Miami Dolphins 23–20 a Londra.
I Jaguars finirono con un record di 3–14, migliorando quello di 1-15 della stagione precedente ma mancarono l'accesso ai playoff per il quarto anno consecutivo. Per il secondo anno consecutivo il club ottenne la prima scelta assoluta nel Draft successivo.
Il 16 dicembre, dopo ripetuti scandali che coinvolsero la squadra, Meyer fu licenziato e sostituito come capo-allenatore da Darrell Bevell per il resto della stagione.

## Scelte nel Draft 2021
| Scelte dei Jaguars nel Draft 2021 |        |                 |       |              |
| Giro                              | Scelta | Giocatore       | Ruolo | College      |
| 1                                 | 1      | Trevor Lawrence | QB    | Clemson      |
| 1                                 | 25     | Travis Etienne  | RB    | Clemson      |
| 2                                 | 33     | Tyson Campbell  | CB    | Georgia      |
| 2                                 | 45     | Walker Little   | OT    | Stanford     |
| 3                                 | 65     | Andre Cisco     | S     | Syracuse     |
| 4                                 | 106    | Jay Tufele      | DT    | USC          |
| 4                                 | 121    | Jordan Smith    | DE    | UAB          |
| 5                                 | 145    | Luke Farrell    | TE    | Ohio State   |
| 6                                 | 209    | Jalen Camp      | WR    | Georgia Tech |

## Roster
| Roster dei Jacksonville Jaguars nel 2021 |
| --- |
| Quarterback - 3 C.J. Beathard - 16 Trevor Lawrence Running Back - 24 Carlos Hyde - 33 Dare Ogunbowale - 30 James Robinson Wide Receiver - 39 Jamal Agnew - 17 D.J. Chark - -- Tyron Johnson - 11 Marvin Jones - 10 Laviska Shenault Tight End - 89 Luke Farrell - 84 Chris Manhertz - 80 James O'Shaughnessy Offensive Linemen - 78 Ben Bartch G - 65 Brandon Linder C - 72 Walker Little T - 68 Andrew Norwell G - 74 Cam Robinson T - 76 Will Richardson T - 69 Tyler Shatley C - 75 Jawaan Taylor T Defensive Linemen - 41 Josh Allen DE - 98 Malcom Brown DT - 90 Taven Bryan DT - 45 K'Lavon Chaisson DE - 96 Adam Gotsis DE - 52 DaVon Hamilton DT - 55 Lerentee McCray DE - 94 Aaron Patrick DE - 95 Roy Robertson-Harris DT - 92 Jordan Smith DE - 91 Dawuane Smoot DE - 97 Jay Tufele DT - 59 Jihad Ward DE Linebacker - 53 Dakota Allen OLB - 44 Myles Jack OLB - 50 Shaquille Quarterman MLB - 49 Chapelle Russell LB - 54 Damien Wilson OLB Defensive Back - 32 Tyson Campbell CB - 38 Andre Cisco S - 27 Chris Claybrooks CB - 5 Rudy Ford SS - 26 Shaquill Griffin CB - 23 C.J. Henderson CB - 37 Tre Herndon CB - 2 Rayshawn Jenkins FS - 20 Daniel Thomas SS - 42 Andrew Wingard FS Special Team - 9 Logan Cooke P - 4 Josh Lambo K - 46 Ross Matiscik LS Lista delle riserve - 34 Tavon Austin WR (IR) - 60 A.J. Cann G (COVID-19) - 1 Travis Etienne RB (IR) - 14 Terry Godwin WR (IR) - 57 Dylan Moses OLB (NF-Inj.) Squadra di allenamento - 35 Lorenzo Burns CB - 58 Doug Costin DT - 88 Jeff Cotton WR - 31 Nathan Cottrell RB - 13 Phillip Dorsett WR - 81 Josh Hammond WR - 14 Kyle Lauletta QB - 62 K.C. McDermott G - 22 Devine Ozigbo RB - 40 Brandon Rusnak FS - 83 Devin Smith WR - 87 Matt Sokol TE - 73 Badara Traore T - 18 Laquon Treadwell WR - 77 Tre'Vour Wallace-Simms G 53 attivi, 5 inattivi, 15 nella squadra di allenamento |
| Legenda - I rookie sono in corsivo. - Il primo ruolo è il principale mentre gli eventuali successivi indicano i ruoli secondari. - (IR) sta per Injured Reserve ed indica la lista ristretta per un solo giocatore infortunato che può tornare ad allenarsi dopo la settimana 6 e a rientrare in prima squadra dopo che questa ha giocato 8 partite. - (NF-Inj.) / (NF-Ill.) stanno rispettivamente per Non-Football Injured e Non-Football Illness ed indicano le liste dove viene inserito un giocatore che ha un infortunio o una malattia non dipendente dal football americano. - (PUP) sta per Physically Unable to Perform ed indica la lista dove viene inserito un giocatore mentre è in attesa di recuperare la condizione fisica. Nella stagione regolare dopo la sesta partita giocata dalla propria squadra, il giocatore ha tempo tre settimane per riprendere ad allenarsi, più tre settimane aggiuntive dal suo rientro agli allenamenti per rientrare in prima squadra. |

## Calendario
| Stagione regolare |                    |                         |                    |                    |                           |                    |
| Turno             | Data               | Avversario              | Risultato          | Record             | Stadio                    | Sintesi            |
| 1                 | 12 settembre       | at Houston Texans       | S 21–37            | 0–1                | NRG Stadium               | Recap              |
| 2                 | 19 settembre       | Denver Broncos          | S 13–23            | 0–2                | TIAA Bank Field           | Recap              |
| 3                 | 26 settembre       | Arizona Cardinals       | S 19–31            | 0–3                | TIAA Bank Field           | Recap              |
| 4                 | 30 settembre       | at Cincinnati Bengals   | S 21–24            | 0–4                | Paul Brown Stadium        | Recap              |
| 5                 | 10 ottobre         | Tennessee Titans        | S 19–37            | 0–5                | TIAA Bank Field           | Recap              |
| 6                 | 17 ottobre         | Miami Dolphins          | V 23–20            | 1–5                | Tottenham Hotspur Stadium | Recap              |
| 7                 | Settimana di pausa | Settimana di pausa      | Settimana di pausa | Settimana di pausa | Settimana di pausa        | Settimana di pausa |
| 8                 | 31 ottobre         | at Seattle Seahawks     | S 7–31             | 1–6                | Lumen Field               | Recap              |
| 9                 | 7 novembre         | Buffalo Bills           | V 9–6              | 2–6                | TIAA Bank Field           | Recap              |
| 10                | 14 novembre        | at Indianapolis Colts   | S 17–23            | 2–7                | Lucas Oil Stadium         | Recap              |
| 11                | 21 novembre        | San Francisco 49ers     | S 10–30            | 2–8                | TIAA Bank Field           | Recap              |
| 12                | 28 novembre        | Atlanta Falcons         | S 14–21            | 2–9                | TIAA Bank Field           | Recap              |
| 13                | 5 dicembre         | at Los Angeles Rams     | S 7–37             | 2–10               | SoFi Stadium              | Recap              |
| 14                | 12 dicembre        | at Tennessee Titans     | S 0–20             | 2–11               | Nissan Stadium            | Recap              |
| 15                | 19 dicembre        | Houston Texans          | S 16–30            | 2–12               | TIAA Bank Field           | Recap              |
| 16                | 26 dicembre        | at New York Jets        | S 21–26            | 2–13               | MetLife Stadium           | Recap              |
| 17                | 2 gennaio          | at New England Patriots | S 10–50            | 2–14               | Gillette Stadium          | Recap              |
| 18                | 9 gennaio          | Indianapolis Colts      | V 26–11            | 3–14               | TIAA Bank Field           | Recap              |

Note: gli avversari della propria division sono in grassetto.

## Premi

### Premi settimanali e mensili
- Jamal Agnew

giocatore degli special team della AFC del mese di settembre
- Matthew Wright

giocatore degli special team della AFC della settimana 6
- Josh Allen

difensore della AFC della settimana 9